# Веніамін I Єрусалимський
Веніамін I Єрусалимський - шостий єпископ Єрусалиму у ІІ столітті. За словами Євсевія Кесарійського, він був єврейським християнином. Його коротке єпископство було лише приблизно з 116 по 117 рік нашої ери. Ймовірно, він був убитий під час переслідування Адріана (117–138), його свято було 11 грудня.